# Potentilla bactriana
Potentilla bactriana es una especie de planta del género Potentilla, perteneciente a la familia Rosaceae.

## Taxonomía
Potentilla bactriana fue descrita por Jiří Soják en 1993.

## Distribución
Se encuentra en el territorio de Afganistán, Pakistán y Tayikistán.